# Lieja-Bastoña-Lieja 2014
La 100.ª edición de la clásica ciclista Lieja-Bastoña-Lieja se disputó el domingo 27 de abril de 2014 con salida en Lieja y llegada en Ans, sobre un trazado de 263 kilómetros.
La prueba perteneció al UCI WorldTour 2014, siendo la decimotercera competición de dicho calendario.
El ganador fue Simon Gerrans del equipo Orica GreenEDGE, convirtiéndose así, en el primer australiano en ganar "La Doyenne". Fue seguido en el podio por Alejandro Valverde y Michał Kwiatkowski.

## Recorrido
El recorrido contó con 10 cotas o puertos puntuables, una menos que en la edición anterior, aunque se recuperó la subida a La Roche-Aux-Faucons, cota que el año anterior fue suprimida.
| Num | Nombre               | Kilómetro | Longitud (km) | Pendiente media (%) |
| --- | -------------------- | --------- | ------------- | ------------------- |
| 1   | La Roche-en-Ardenne  | 70        | 2,8           | 6,2                 |
| 2   | Saint-Roch           | 123       | 1,0           | 11                  |
| 3   | Wanne                | 167       | 2,8           | 7,2                 |
| 4   | Stockeu              | 173,5     | 1,0           | 12,2                |
| 5   | Haute-Levée          | 179       | 3,6           | 5,6                 |
| 6   | Vecquée              | 201       | 3,1           | 6,4                 |
| 7   | La Redoute           | 218,5     | 2,0           | 8,9                 |
| 8   | Forges               | 231,5     | 1,9           | 5,9                 |
| 9   | La Roche-aux-Faucons | 243,5     | 1,5           | 9,3                 |
| 10  | Saint-Nicolas        | 257,5     | 1,2           | 8,6                 |

## Equipos participantes
Participaron 25 equipos: los 18 de categoría UCI ProTeam (al ser obligatoria su participación) y 7 de categoría Profesional Continental mediante invitación de la organización (Cofidis, Solutions Crédits, Colombia, IAM Cycling, MTN Qhubeka, Topsport Vlaanderen-Baloise, NetApp-Endura y Wanty-Groupe Gobert). Cada equipo está compuesto por 8 ciclistas (excepto el Sky que lo haría con 7) formando así un pelotón de 199 corredores. A último momento, las bajas de Chris Froome (Sky) y Carlos Betancur (Ag2r La Mondiale), dejaron la nómina de participantes en 197, de los cuales llegaron a meta 136.
| Equipo                               | Cód. UCI | Categoría               |
| ------------------------------------ | -------- | ----------------------- |
| AG2R La Mondiale                     | ALM      | UCI ProTeam             |
| Astana Pro Team                      | AST      | UCI ProTeam             |
| Belkin-Pro Cycling Team              | BEL      | UCI ProTeam             |
| BMC Racing Team                      | BMC      | UCI ProTeam             |
| Cannondale                           | CAN      | UCI ProTeam             |
| FDJ.fr                               | FDJ      | UCI ProTeam             |
| Garmin Sharp                         | GRS      | UCI ProTeam             |
| Lampre-Merida                        | LAM      | UCI ProTeam             |
| Lotto Belisol                        | LTB      | UCI ProTeam             |
| Movistar Team                        | MOV      | UCI ProTeam             |
| Omega Pharma-Quick Step Cycling Team | OPQ      | UCI ProTeam             |
| Orica GreenEDGE                      | OGE      | UCI ProTeam             |
| Team Europcar                        | EUC      | UCI ProTeam             |
| Team Giant-Shimano                   | GIA      | UCI ProTeam             |
| Team Katusha                         | KAT      | UCI ProTeam             |
| Team Sky                             | SKY      | UCI ProTeam             |
| Tinkoff-Saxo                         | TCS      | UCI ProTeam             |
| Trek Factory Racing                  | TFR      | UCI ProTeam             |
| Cofidis, Solutions Crédits           | COF      | Profesional Continental |
| Colombia                             | COL      | Profesional Continental |
| IAM Cycling                          | IAM      | Profesional Continental |
| MTN Qhubeka                          | MTN      | Profesional Continental |
| Team NetApp-Endura                   | TNE      | Profesional Continental |
| Topsport Vlaanderen-Baloise          | TSV      | Profesional Continental |
| Wanty-Groupe Gobert                  | WGG      | Profesional Continental |

## Desarrollo

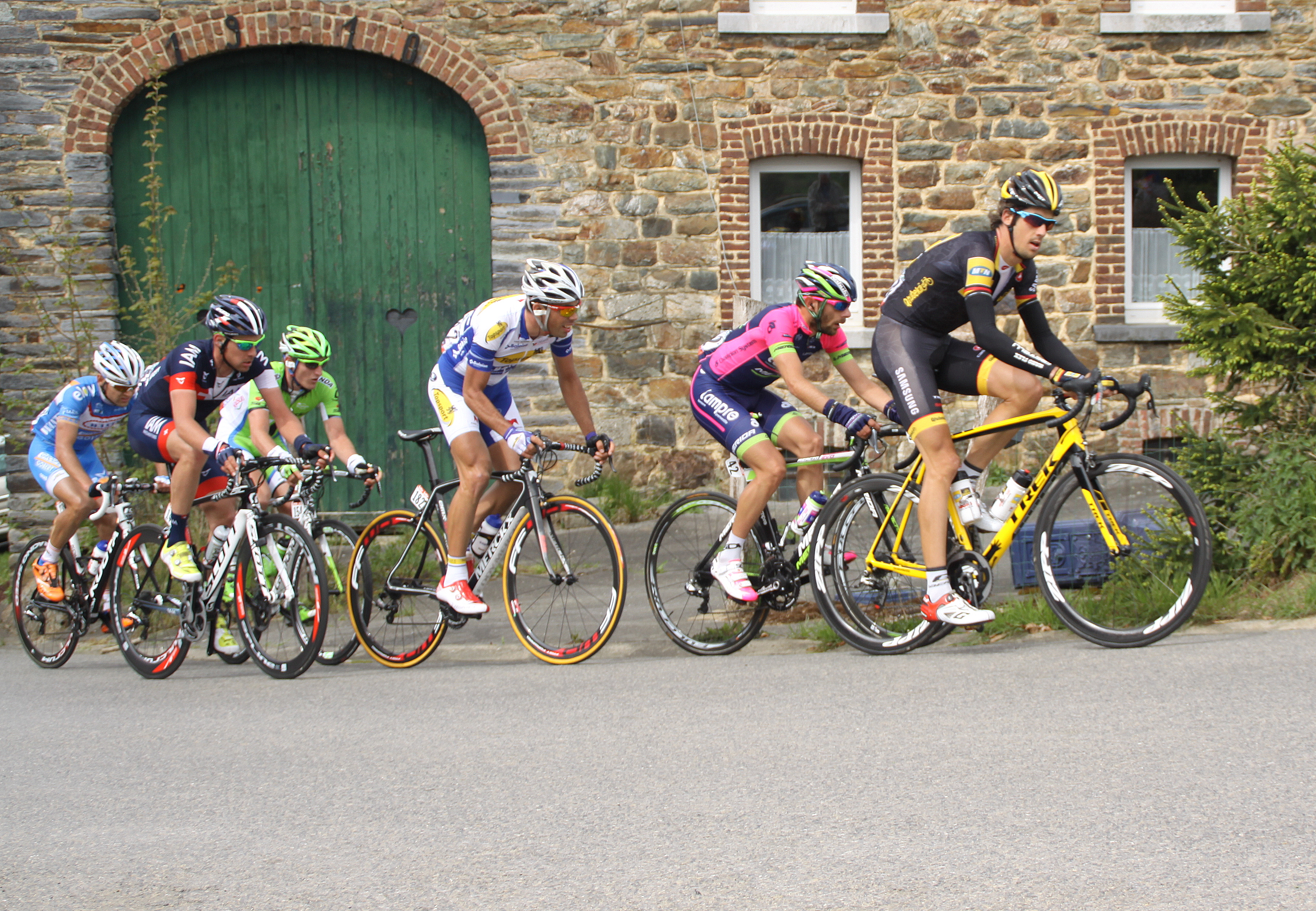
La fuga inicial en el paso por la Côte de Wanne.

La carrera tuvo una fuga inicial protagonizada por Matteo Bono, Pirmin Lang, Pieter Jacobs, Marco Minnard, Michel Koch y Jacobus Venter. Estos 6 corredores llegaron a tener más de 15 minutos de diferencia cuando se acercaban a la mitad del recorrido, en el pasaje por Bastoña. A partir de allí, el pelotón comenzó a acelerar el ritmo y a disminuir la ventaja, que en la Côte de Saint-Roch ya era de 13 minutos y medio. En el ascenso a la Côte de Wanne, la fuga perdió a Minnard, que dando 5 en cabeza de carrera y el pelotón ya se situaba a poco más de 8 minutos.
El ritmo impuesto por el pelotón obligó a abandonos como los de "Purito" Rodríguez, Andy Schleck y el campeón del mundo Rui Costa, este último por una caída. Mientras tanto, las diferencias con los 5 fugados caían abruptamente y en el paso por la Côte de la Vecquée se ubicaban en 4 minutos. En el ascenso a La Redoute, Matteo Bono impuso un ritmo que descolgó de la fuga a Lang, Jacobs y Koch, y solo lo pudo seguir el sudafricano Jacobus Venter, pero éste también cedió en la Côte des Forges, quedando el italiano en solitario.
En des Forges, desde el pelotón lanzó un ataque el estadounidense Alex Howes, al que siguieron Dennis Vanendert y Jérôme Baugnies. Al llegar al ascenso a La Roche-aux-Faucons, los movimientos en la cabeza del pelotón terminaron con todos los fugados y se formó otra escapada, esta vez protagonizada por Julián Arredondo y Domenico Pozzovivo. A 15 km del final, el colombiano y el italiano mantenían apenas 15 segundos sobre el grupo de favoritos, quienes lograron cazarlos a falta de 11 km para la meta.
Todo el grupo llegó unido a pie de la Côte de Saint-Nicolas, donde el primero en lanzarse hacia adelante y sacar unos metros fue Stefan Denifl. Mientras, Samuel Sánchez tiraba del grupo hasta que salió Giampaolo Caruso, llevándose con él a Pozzovivo. Rápidamente sobrepasaron a Denifl, quién fue absorbido por el grupo de favoritos, que a esa altura contaba con unas 40 unidades. En el descenso Caruso y Pozzovivo lograron 15 segundos, mientras en el grupo hubo movimientos de Alejandro Valverde, Pierre Rolland y Lars Petter Nordhaug que no tuvieron éxito. Ya en las calles de Ans y a falta de 1,5 km, Caruso y Pozzovivo se mantenían con 10 segundos de renta. En el último kilómetro, ya cuesta arriba, salió en su busca Daniel Martin, en un movimiento similar al año anterior que le llevó a ganar la carrera. El grupo venía tras él, a apenas una veintena de metros traído por Roman Kreuziger y con Valverde, Philippe Gilbert, Simon Gerrans, Michał Kwiatkowski y Romain Bardet en las primeras posiciones. Martin alcanzó a los fugados a sólo 200 metros del final, prácticamente en el mismo momento que Valverde, Gerrans y Kwiatkoski conectaban con ellos, pero inmediatamente después, el irlandés tuvo una caída en la última curva. En la pequeña recta final. Gerrans, Valverde y Kwiatkowski, sobrepasaron a Caruso sobre la línea de meta, llegando en ese orden al final.

## Clasificación final
| Pos. | Ciclista           | Equipo                  | Tiempo          | Puntos UCI |
| ---- | ------------------ | ----------------------- | --------------- | ---------- |
| 1.   | Simon Gerrans      | Orica GreenEDGE         | 6 h 37 min 43 s | 100        |
| 2.   | Alejandro Valverde | Movistar                | m.t.            | 80         |
| 3.   | Michał Kwiatkowski | Omega Pharma-Quick Step | m.t.            | 70         |
| 4.   | Giampaolo Caruso   | Katusha                 | m.t.            | 60         |
| 5.   | Domenico Pozzovivo | Ag2r La Mondiale        | a 3 s           | 50         |
| 6.   | Tom Slagter        | Garmin Sharp            | m.t.            | 40         |
| 7.   | Roman Kreuziger    | Tinkoff-Saxo            | m.t.            | 30         |
| 8.   | Philippe Gilbert   | BMC Racing              | m.t.            | 20         |
| 9.   | Dani Moreno        | Katusha                 | a 5 s           | 10         |
| 10.  | Romain Bardet      | Ag2r La Mondiale        | a 6 s           | 4          |